# Флавий Секундин
Флавий Секундин (на латински: Flavius Secondinus) е византийски политик през края на 5 и началото на 6 век.

## Кариера
През 492 г. той е praefectus urbi на Константинопол и през 503 г. patricius. През 511 г. Секундин е консул на Изтока. На Запад негов колега е Флавий Аркадий Плацид Магн Феликс.

## Фамилия
Секундин се жени за Цезария, сестра на Анастасий I (упр. 491 – 518). Баща е на:
- Флавий Помпей (консул 501 г.)
- Флавий Хипаций (консул 502 г.)